# Gianluca Brambilla
Gianluca Brambilla (ur. 22 sierpnia 1987 w Bellano) – włoski kolarz szosowy.

## Osiągnięcia
2008
- 3. miejsce w Trofeo Zsšdi
- 1. miejsce w Gran Premio Palio del Recioto

2009
- 3. miejsce w Trofeo Zsšdi
- 1. miejsce w Giro della Regione Friuli Venezia Giulia
- 3. miejsce w mistrzostwach Włoch U23 (start wspólny)
- 3. miejsce w Giro delle Valli Aretine
- 2. miejsce w Trofeo Gianfranco Bianchin
- 3. miejsce w Ruota d'Oro

2010
- 1. miejsce w Gran Premio Nobili Rubinetterie–Coppa Papà Carlo

2012
- 2. miejsce w Giro dell’Appennino
- 1. miejsce na 1. etapie Giro di Padania (jazda drużynowa na czas)

2016
- 1. miejsce w Trofeo Pollença
- 3. miejsce w Strade Bianche
- 1. miejsce na 8. etapie Giro d’Italia
- 2. miejsce w mistrzostwach Włoch (start wspólny)
- 1. miejsce na 15. etapie Vuelta a España

2021
- 1. miejsce w Tour des Alpes-Maritimes et du Var
  - 1. miejsce na 3. etapie

## Rankingi
| Rok             | 2007 | 2008 | 2009 | 2010 | 2011 | 2012 | 2013 | 2014 | 2015 | 2016 | 2017 | 2018 | 2019 | 2020 | 2021 | 2022 | 2023 | 2024 |
| --------------- | ---- | ---- | ---- | ---- | ---- | ---- | ---- | ---- | ---- | ---- | ---- | ---- | ---- | ---- | ---- | ---- | ---- | ---- |
| UCI World Tour  |      |      |      |      |      |      | -    | 192. | 112. | 77.  | 143. | 150. |      |      |      |      |      |      |
| World Ranking   |      |      |      |      |      |      |      |      |      | 43.  | 339. | 184. | 319. | 207. | 199. | 471. | 394. | 300. |
| UCI Europe Tour | 890. | 192. | 102. | 134. | 210. | 73.  |      |      |      | 34.  | 590. | 168. | 262. | 172. | 170. | 376. | -    | -    |
| UCI Asia Tour   | -    | -    | -    | -    | -    | -    |      |      |      | 201. | -    | 577. |      |      |      |      |      |      |
|                 |      |      |      |      |      |      |      |      |      |      |      |      |      |      |      |      |      |      |
| Źródło: UCI     |      |      |      |      |      |      |      |      |      |      |      |      |      |      |      |      |      |      |